# Gornja Barica
Gornja Barica je naseljeno mjesto u sastavu općine Bosanski Brod, Republika Srpska, BiH.

## Stanovništvo
| Gornja Barica      |             |
| godina popisa      | 1991.       |
| Hrvati             | 0           |
| Srbi               | 239 (80,74) |
| Muslimani          | 36 (12,16)  |
| Jugoslaveni        | 13 (4,39)   |
| ostali i nepoznato | 8 (2,70)    |
| ukupno             | 296         |